# 蔡安季
蔡安季（1952年—），男，江西新建人，中华人民共和国政治人物。

## 生平
1995年，任公安部十一局副局长、局长。2001年，任公安部国内安全保卫局局长。2001年，改任江西省公安厅厅长。2003年，升任江西省人民政府副省长兼江西省公安厅厅长。2005年，任公安部政治部主任，副总警监。